# Post Image
Post Image est un groupe de jazz fusion français fondé en 1987 à Bordeaux par le bassiste Dany Marcombe et le batteur Didier Lamarque.
Le groupe s'inscrivant dans une mouvance jazz fusion, créant une musique électrique teintée de world et d'électro.
Depuis sa création en 1987, Post Image a fait la 1ère partie de Miles Davis et partagé les années suivantes la scène avec Tony Williams, Herbie Hancock, Wayne Shorter, John McLaughlin, Steve Coleman, Joe Zawinul Syndicate, Trilok Gurtu, Billy Cobham, Magma, Dollar Brand, Jan Garbarek, Peter Erskine, Miroslav Vitous, Sixun, Roy Hargrove,...

## Histoire
En 1987, le bassiste Dany Marcombe et le batteur Didier Lamarque, fondateurs du groupe UPPSALA, créent Post Image avec Freddy Buzon (trompette), Patricio Lameira (guitares) et Stéphane Cazilhac (claviers). Ils enregistrent leur premier album Les Nouvelles en 1990. Le groupe reçoit le premier prix du concours international des Musiques en Aquitaine, puis le prix de composition du Festival de jazz d’Aiguillon.
En 1991, le groupe signe avec la maison de disques Fnac Musique Production pour trois albums et enregistre son deuxième disque, "Onde Colorée" pour lequel sont invités Pierre Blanchard (violon électrique) et Francis Bourrec (saxophone).
La composition du groupe change à l'occasion du troisième album Caldeira (1994), avec l'arrivée de Tony Thuillier aux claviers et Roger Biwandu à la batterie. Sur ce disque, sont invités Alain Debiossat (saxophone), Xavier Desandre Navarre (percussions), Cyril Atef (voix), Annick Tangora (voix), Antony Breyer (batterie). Francis Bourrec (saxophone), Lionel Fortin (claviers) et Didier Ottaviani se joignent ensuite au groupe.
Roots (2000) est enregistré par le « noyau dur » du groupe (Dany Marcombe à la basse, Freddy Buzon à la trompette et Patricio Lameira), sur lequel on entend également Christophe Schelstraete (batterie), Jean-Christophe Jacques (saxophones), Laurent Paris (percussions).
En 2006 pour l'enregistrement du sixième album "Impulsion", le groupe s'enrichit de la venue d'Eric Perez (batterie), de Frédéric Feugas (claviers, machines) et de Patrice Cazals (ingénieur du son). Chacun compose et participe à la vie du groupe qui, du fait, se rapproche beaucoup de l'esprit de la formation initiale, et permet à Post Image de perpétuer l'image d'un groupe toujours en mouvement, poursuivant inlassablement sa quête musicale.
En 2007 concert anniversaire exceptionnel à la Base Sous Marine de Bordeaux avec comme invité Médéric Collignon.
En 2010, Post Image est en résidence à l'Office Artistique de la Région Aquitaine à Bordeaux, où ils rencontrent le chanteur gallois John Greaves. Ils enregistrent avec lui In An English Garden (2011), qui rend hommage à la musique anglaise.
En 2012, Post Image fête ses 25 ans avec la sortie de 2 nouveaux albums : Mandragore, le septième opus du groupe, témoigne de son évolution vers un jazz électro à la fois sauvage et sensible, et In An English Garden, issu de la rencontre avec l'univers de l'inclassable chanteur Gallois John Greaves.
En 2017, à l'occasion de ses trente ans, le groupe enregistre l'album Fragile avec John Greaves et Alain Debiossat

## Membres

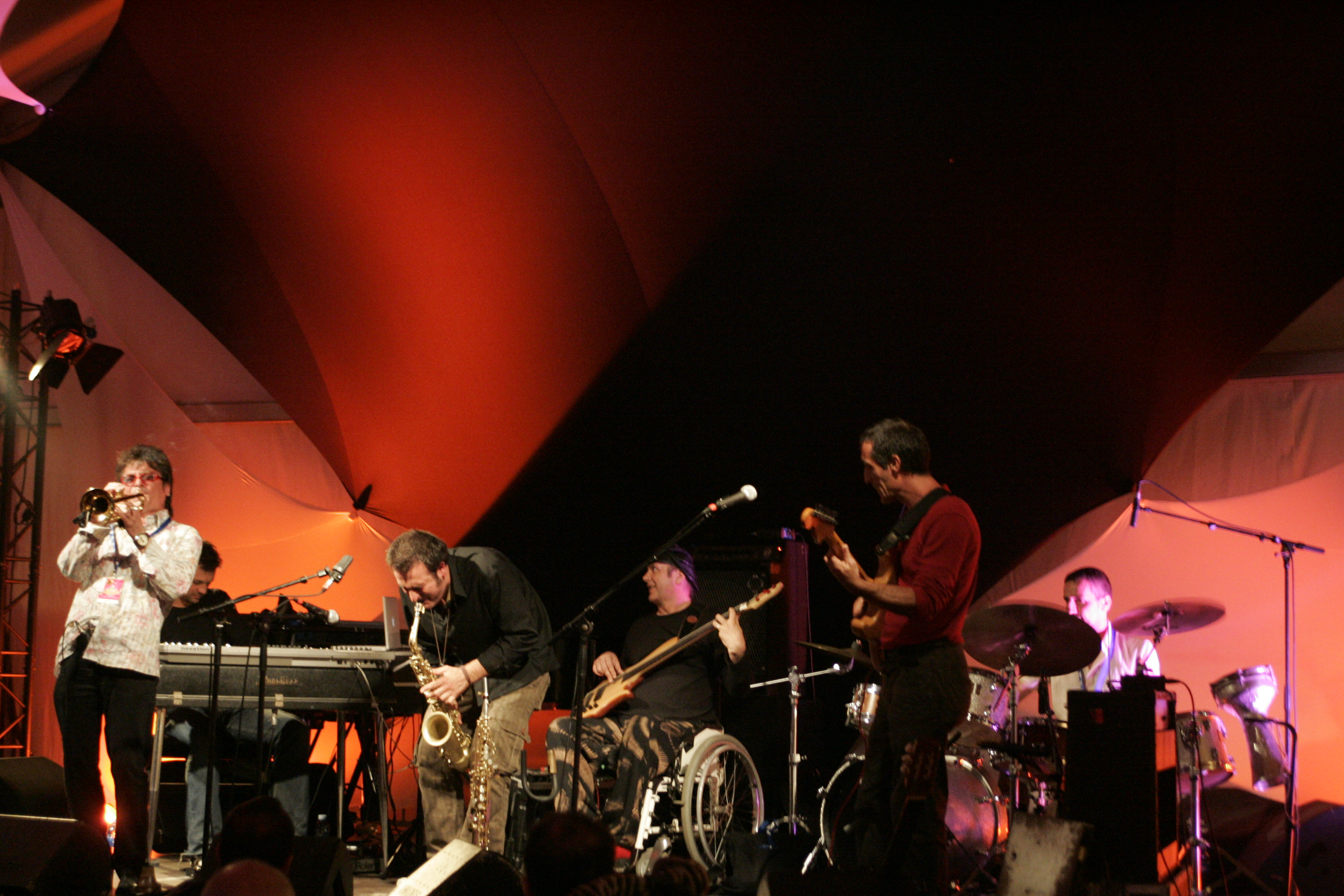
Post Image concert au Festival Jazz in Marciac

### Membres actuels
- Dany Marcombe, basse
- Freddy Buzon, trompette, buggle
- Patricio Lameira, guitares, chant
- Jean-Christophe Jacques, saxophones
- Éric Perez, batterie, sampling
- Frédéric Feugas, claviers, machines

### Anciens membres
- Didier Lamarque, batterie, percussions
- Roger Biwandu, batterie
- Antony Breyer, batterie
- Didier Ottaviani, batterie
- Christophe Schelstraette, batterie
- Marco Zuchiati, claviers
- Stéphane Cazilhac, claviers
- Tony Thuillier, claviers
- Lionel Fortin, claviers
- Thierry M'Vié, claviers
- Francis Bourrec, Saxophones
- Laurent Paris, Percussions
- Manu Hernandez, percussions, voix

## Discographie

### Albums
- 1990 : Les Nouvelles
- 1991 : Onde colorée (avec Pierre Blanchard Violon et Francis Bourrec saxophone)
- 1994 : Caldeira (avec Alain Debiossat saxophones, Annick Tangorra au chant, Cyril Atef voix et Xavier Desandre Navarre, percussions)
- 2000 : Roots
- 2002 : Seven Trips
- 2007 : Impulsion[7]
- 2012 : Mandragore[8],[9]
- 2012 : In An English Garden (avec John Greaves)[9]
- 2017 : Fragile (avec John Greaves au chant et Alain Debiossat aux saxophones)[10],[11],[12],[13]

### Compilations
- 2012 : 87/2012 (double cd) [14]